# Cryptocephalus bivius
Cryptocephalus bivius är en skalbaggsart som beskrevs av Newman 1840. Cryptocephalus bivius ingår i släktet Cryptocephalus och familjen bladbaggar. Inga underarter finns listade i Catalogue of Life.